# Jennifer Jenkins
Jennifer Jenkins é uma linguista britânica conhecida por seus trabalhos sobre o inglês como língua franca. É editora fundadora do Journal of English as a Lingua Franca e professora da Universidade de Southampton.